# Iszlám bank
Az iszlám nem csak vallásként, hanem társadalom-, és gazdaságszervezőként is helytáll. A gazdaság működési alapelveit is az iszlám szabályozza. Az iszlám gazdaságelmélet kialakításához olyan társadalmi és gazdasági elveket alkalmaztak, amelyek az igazságos társadalom létrehozásához szükségesek. Fontosabb gazdasági elvek:
- Elismeri a magántulajdont, magán vállalkozást, és védi azokat. A tulajdonból származó hasznon nem csak a tulajdonost, hanem az egész közösséget illeti. Nem lehet elpusztítani, sem visszaélni vele.[1]
- A fogyasztás határozza meg a termelést. Három fő fogyasztási kategóriát határoztak meg: alapvető fogyasztás, életkörülményeket javító fogyasztás, luxusfogyasztás. A gazdaságpolitika elítéli a luxusfogyasztást, és azt mondja „Allah nem szereti a mértéktelenséget.”[1]
- A társadalmi egyenlőtlenség és az igazságosság megteremtésében fontos szerepe van az újraelosztásnak és az államnak.[1]
- Az Iszlám kimondja, hogy az az embereknek munkával kell megkeresniük az élet fenntartásához szükséges alapot, amiatt mindenféle pénzkeresése formát is elismer, ha az nem helytelen, és nem ütközik az Iszlám alapelveivel.[2]

Az iszlám gazdaságpolitika elvei sokban hasonlítanak a keynesiánus elvekhez: az államnak aktív szerepe van a gazdaságban, ha úgy látják akkor be is kell avatkoznia. A gazdaságot a kereslet határozza meg, cél a teljes foglalkoztatottság elérése. Gazdasági szempontból fontos szerepet kap a szegények és rászorulók támogatása. A vagyonuk egy adott részét jótékony célokra kell fordítaniuk.
Az Iszlám alapelvei szerint a gazdasági működést nem a matematika, a piaci igények, a termelési kapacitások alapozzák meg, hanem az erkölcsi normák. A pénzt csak egy egyszerű eszköznek tekintik, amivel a dolgok értékét mérhetik, de önmagában nincs értéke.

## Az iszlám kriptovilág
A kriptovaluta nem pénz, hanem pénzhelyettesítő. „Olyan pénzügyi eszköz, amivel a kriptovaluta-rendszerben bármely követelést meg lehet szűntetni.”  Ez a rendszer csak a társadalom kicsiny részét foglalja magába, így ezzel nem lehet bárkit lefizetni. Manapság már számos kriptovaluta létezik: bitcoin, etherum, ripple, stellar, litecoin.
2023 nyarán az Islam Coin 200 millió dollárnyi tőkét vont be az ABO Digital-tól, jelenleg pedig már 400 millió dolláros befektetésnél tart. A vállalat az iszlám vallás törvényi előírásainak, a saría törvényeknek megfelelő kriptovalutát és ezzel kompatibilis technológiai hálózatot tart fenn. Fő céljuk, hogy a nemzetközi muszlim közösségeknek innovatív pénzügyi megoldásokat kínáljon. Az ABO Digital segítségével már közel 300 iszlám bankkal és pénzügyi szolgáltatóval működnek együtt. A vállalat célja egy SWIFT-hez hasonló pénzügyi hálózat felépítése, amely eleget tesz a saría törvényeknek is.